# Morten Bisgaard
Morten Bisgaard, född 25 juni 1974, är en dansk före detta fotbollsspelare som bland annat representerat Udinese, FC Köpenhamn och Derby County. Han spelar som mittfältare och har spelat i Danmarks landslag. Han fanns med i truppen till EM 2000.